# Elmira Kurbanova
Elmira Kurbanova –en ruso, Эльмира Курбанова– (14 de septiembre de 1971) es una deportista rusa que compitió en lucha libre. Ganó cinco medallas en el Campeonato Mundial de Lucha entre los años 1992 y 1996, y cuatro medallas en el Campeonato Europeo de Lucha entre los años 1993 y 1999.

## Palmarés internacional
| Campeonato Mundial | Campeonato Mundial      | Campeonato Mundial | Campeonato Mundial |
| Año                | Lugar                   | Medalla            | Categoría          |
| ------------------ | ----------------------- | ------------------ | ------------------ |
| 1992               | Lyon (Francia)          | Medalla de bronce  | 65 kg              |
| 1993               | Stavern (Noruega)       | Medalla de plata   | 65 kg              |
| 1994               | Sofía (Bulgaria)        | Medalla de plata   | 70 kg              |
| 1995               | Moscú (Rusia)           | Medalla de plata   | 70 kg              |
| 1996               | Sofía (Bulgaria)        | Medalla de bronce  | 65 kg              |
| Campeonato Europeo |                         |                    |                    |
| Año                | Lugar                   | Medalla            | Categoría          |
| 1993               | Ivánovo (Rusia)         | Medalla de oro     | 65 kg              |
| 1996               | Oslo (Noruega)          | Medalla de plata   | 65 kg              |
| 1998               | Bratislava (Eslovaquia) | Medalla de bronce  | 68 kg              |
| 1999               | Götzis (Austria)        | Medalla de bronce  | 75 kg              |